# Тимофєєв Валентин Дмитрович
Валенти́н Дми́трович Тимофє́єв (21 липня 1927, Одеса — 7 лютого 2004) — український музикознавець.

## Життєпис

Могила Валентина Тимофєєва та його родини, Берковецьке кладовище

Народився 21 липня 1927 року в Одесі.
1951 року закінчив Одеську консерваторію. Пізніше був у ній викладачем (до 1958 року).
Від 1964 року — головний редактор репертуарно-редакційної колегії з музики при Міністерстві культури УРСР. Готував гастрольні програми, зокрема, для Бели Руденко.
Чоловік народної артистки України Надії Батуріної.
Помер 7 лютого 2004 року. Похований у колумбарії Берковецького кладовища разом з родиною.

## Праці
- Монографії:
  - «Бела Руденко» (1964),
  - «Український фортепіановий концерт» (1968).
- Нарис «Вокальна музика» (1962).